# Округ Пајк (Алабама)
Округ Пајк (енгл. Pike County) је округ у америчкој савезној држави Алабама. По попису из 2010. године број становника је 32.899. Седиште округа је град Трој.

## Демографија
Према попису становништва из 2010. у округу је живело 32.899 становника, што је 3.294 (11,1%) становника више него 2000. године.
| Група             | 2000.          | 2010.          |
| Белци             | 17.790 (60,1%) | 18.887 (57,4%) |
| Афроамериканци    | 10.835 (36,6%) | 12.054 (36,6%) |
| Азијати           | 105 (0,4%)     | 654 (2,0%)     |
| Хиспаноамериканци | 365 (1,2%)     | 730 (2,2%)     |
| Укупно            | 29.605         | 32.899         |